# Udu
Een udu is een Nigeriaans muziekinstrument dat lijkt op een vaas.
Het instrument wordt bespeeld met de handen. 
De udu behoort tot de categorie van idiofonen. 